# Bragelogne-Beauvoir
Bragelogne-Beauvoir és un municipi francès situat al departament de l'Aube i a la regió del Gran Est. L'any 2007 tenia 280 habitants.

## Demografia

### Població
El 2007 la població de fet de Bragelogne-Beauvoir era de 280 persones. Hi havia 124 famílies de les quals 40 eren unipersonals (16 homes vivint sols i 24 dones vivint soles), 40 parelles sense fills, 40 parelles amb fills i 4 famílies monoparentals amb fills.
La població ha evolucionat segons el següent gràfic:
Habitants censats

### Habitatges
El 2007 hi havia 187 habitatges, 126 eren l'habitatge principal de la família, 32 eren segones residències i 29 estaven desocupats. 184 eren cases i 3 eren apartaments. Dels 126 habitatges principals, 104 estaven ocupats pels seus propietaris, 18 estaven llogats i ocupats pels llogaters i 5 estaven cedits a títol gratuït; 1 tenia una cambra, 13 en tenien dues, 23 en tenien tres, 42 en tenien quatre i 48 en tenien cinc o més. 84 habitatges disposaven pel capbaix d'una plaça de pàrquing. A 72 habitatges hi havia un automòbil i a 37 n'hi havia dos o més.

### Piràmide de població
La piràmide de població per edats i sexe el 2009 era:
| Homes | Edats   | Dones |
| ----- | ------- | ----- |
| 0     | 95 o +  | 0     |
| 0     | 90 a 94 | 0     |
| 0     | 85 a 89 | 4     |
| 4     | 80 a 84 | 4     |
| 4     | 75 a 79 | 8     |
| 20    | 70 a 74 | 8     |
| 8     | 65 a 69 | 12    |
| 8     | 60 a 64 | 8     |
| 4     | 55 a 59 | 8     |
| 4     | 50 a 54 | 4     |
| 8     | 45 a 49 | 0     |
| 12    | 40 a 44 | 20    |
| 20    | 35 a 39 | 8     |
| 12    | 30 a 34 | 4     |
| 4     | 25 a 29 | 12    |
| 0     | 20 a 24 | 0     |
| 4     | 15 a 19 | 8     |
| 20    | 10 a 14 | 20    |
| 8     | 5 a 9   | 0     |
| 4     | 0 a 4   | 4     |

## Economia
El 2007 la població en edat de treballar era de 175 persones, 136 eren actives i 39 eren inactives. De les 136 persones actives 133 estaven ocupades (74 homes i 59 dones) i 3 estaven aturades (2 homes i 1 dona). De les 39 persones inactives 18 estaven jubilades, 15 estaven estudiant i 6 estaven classificades com a «altres inactius».

### Ingressos
El 2009 a Bragelogne-Beauvoir hi havia 131 unitats fiscals que integraven 285 persones, la mediana anual d'ingressos fiscals per persona era de 20.110 €.

### Activitats econòmiques
Dels 14 establiments que hi havia el 2007, 1 era d'una empresa extractiva, 3 d'empreses alimentàries, 3 d'empreses de fabricació d'altres productes industrials, 2 d'empreses de construcció, 1 d'una empresa de comerç i reparació d'automòbils, 1 d'una empresa d'hostatgeria i restauració, 1 d'una empresa immobiliària, 1 d'una empresa de serveis i 1 d'una entitat de l'administració pública.
Dels 3 establiments de servei als particulars que hi havia el 2009, 1 era un paleta, 1 lampisteria i 1 restaurant.
L'únic establiment comercial que hi havia el 2009 era una fleca.
L'any 2000 a Bragelogne-Beauvoir hi havia 65 explotacions agrícoles que ocupaven un total de 1.326 hectàrees.

## Poblacions més properes
El següent diagrama mostra les poblacions més properes.